# Ephippiger melisi
Ephippiger melisi is een rechtvleugelig insect uit de familie van de sabelsprinkhanen (Tettigoniidae). De wetenschappelijke naam van deze soort is voor het eerst voorgesteld door Baccio Baccetti in een publicatie uit 1959.
Deze soort komt voor in het centrale deel van de Apennijnen in Italië.